# Trnovany
Trnovany (en allemand : Trnowan) est une commune du district de Litoměřice, dans la région d'Ústí nad Labem, en République tchèque. Sa population s'élevait à 429 habitants en 2021.

## Géographie
Trnovany se trouve à 4 km à l'est de Litoměřice, à 16 km au sud-est d'Ústí nad Labem et à 56 km au nord-nord-ouest de Prague.
La commune est limitée au nord par Ploskovice, à l'est par Býčkovice et Křešice, au sud par Litoměřice et à l'ouest par Žitenice.

## Histoire
La première mention écrite du village date de 1057.

## Administration
La commune se compose de deux quartiers :
- Podviní
- Trnovany

## Transports
Par la route, Trnovany se trouve à 4 km du centre de Litoměřice, à 23 km d'Ústí nad Labem  et à 72 km de Prague.